# Aachener Siedlungs- und Wohnungsgesellschaft

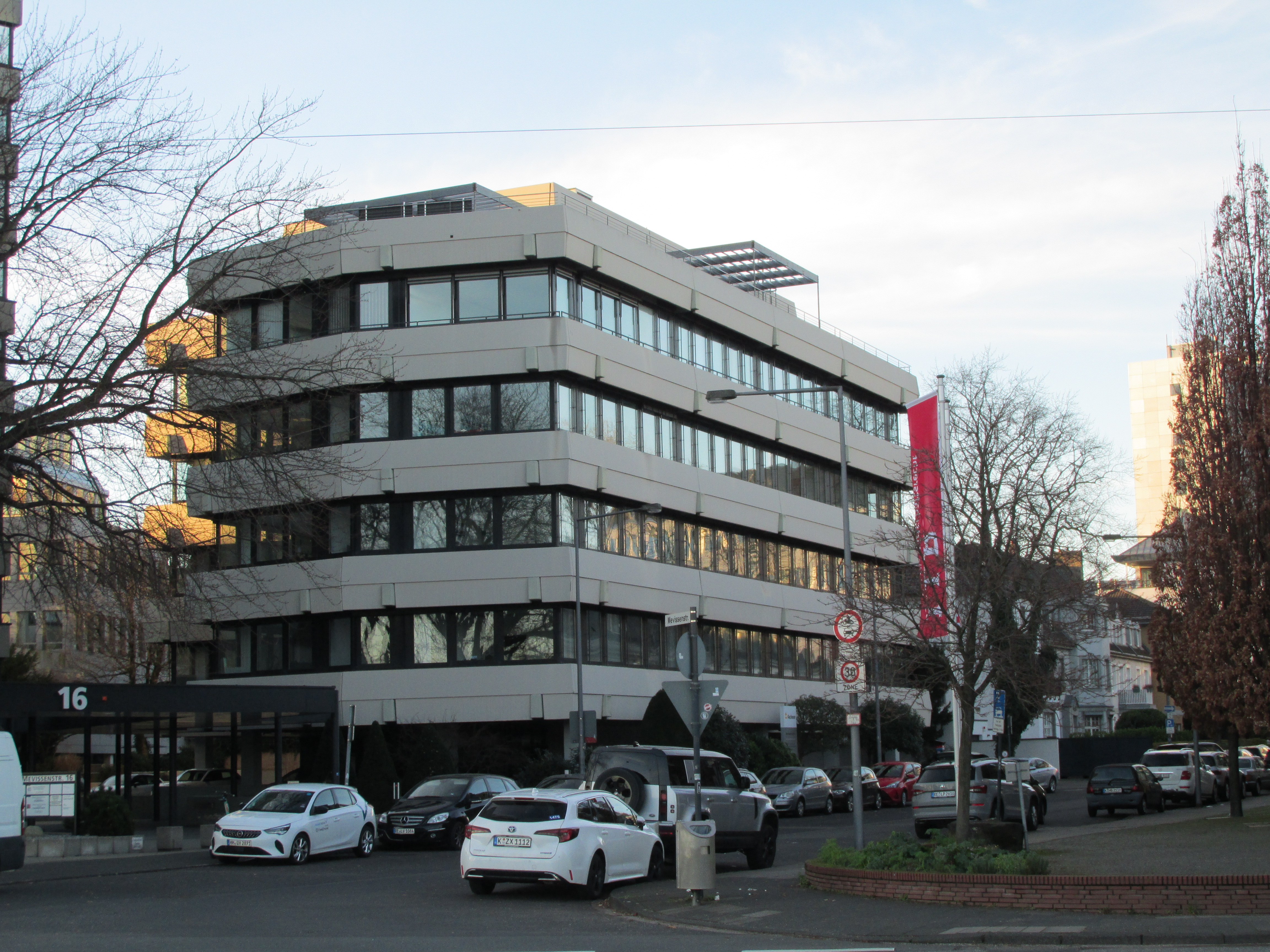

Die Aachener Siedlungs- und Wohnungsgesellschaft mbH (ASW) ist im Besitz der Erzbistümer Köln und Paderborn und der Bistümer Trier, Münster und Aachen. Das Stammkapital der Gesellschaft mit Sitz in Köln beträgt 37 Mio. Euro. Dem Erzbistum Köln gehören 41,5 Prozent des Grundkapitals. Der Bischöfliche Stuhl zu Münster ist zu 10,65 % an der ASW beteiligt; Anteilswert gem. der Konzernbilanz zum 31. Dezember 2011: 41,7 Mio. Euro.
Die ASW und ihre Töchter verwalten einen Bestand von etwa 26.500 (Stand April 2021) Wohnungen in Nordrhein-Westfalen, Rheinland-Pfalz und Berlin, oft Sozialwohnungen, bei denen die Mieteinnahmen durch staatliche Leistungen garantiert sind. Im Geschäftsjahr 2020 betrug die Bilanzsumme 832 Millionen Euro.
Ihre hundertprozentige Tochter Aachener Grundvermögen Kapitalanlagegesellschaft verwaltet Immobilienfonds mit einem Sondervermögen von fast 8 Milliarden Euro (Stand April 2021). Zwei Drittel davon sind kirchliche Gelder.
Ebenfalls zur Gruppe gehören das hundertprozentige Tochterunternehmen Deutsche Wohnungsgesellschaft (DEWOG) und die „Siedlungsgesellschaft am Bilderstöckchen“ im gleichnamigen Kölner Stadtteil mit mehr als 1.000 Mietwohnungen, an der die ASW 94,9 % der Anteile hält.
Die ASW gehört dem Dachverband Katholischer Siedlungsdienst (KSD) an. Weiter ist die ASW auch Teil der Verbände koeln ag sowie des Vdw (Verband der Wohnungswirtschaft) Rheinland-Westfalen, wo ASW-Geschäftsführerin Marion Sett ebenfalls Geschäftsführerin bzw. Verbandspräsidentin ist.

## Kritik
Der Journalist Ralf Hutter widmet mehr als ein Drittel seines im Dezember 2023 erschienenen Buches über, so der Untertitel, „Profitgier und Verdrängung im christlichen Immobiliengeschäft“, der ASW. Darin zeigt er, wie das Unternehmen in Berlin, Köln und Düsseldorf mit schlechter Instandhaltung, langen Bauarbeiten, Mieterhöhungen, Kündigungen und anderen Aufwertungsstrategien seine Mieterschaft verärgert. Er zitiert aus Unternehmensstellungnahmen und Jahresberichten, dass die ASW die jährlichen Ausschüttungen an seine Bischöfe von knapp drei Millionen Euro 2010 schrittweise auf über sieben Millionen Euro für das Jahr 2022 anhob. Hutter kritisiert, dass die ASW somit parallel zum Anwachsen der deutschen Wohnungskrise immer mehr Geld an zum Teil sehr reiche Bischöfe überwies, und dass diese Gewinne unter anderem in der Stegerwaldsiedlung, einer der ärmsten Wohngegenden Kölns, erwirtschaftet wurden. Dort waren durch energetische Modernisierungen in den 2010er-Jahren beträchtliche Mieterhöhungen möglich.
Hutter fand in den Firmenjahresberichten von 2020 bis 2022 Aussagen, denen zufolge die ASW erfreut über das marktbedingte Mieterhöhungspotenzial in den Ballungsräumen war, in denen sich ihre Häuser vor allem befinden. Das steht ihrer Außendarstellung im Internet und ihrem Leitbild entgegen, wo von katholischer Soziallehre, sozialer Verantwortung und dem Ziel günstiger Mieten für breite Bevölkerungsschichten die Rede ist.
Im Mai 2024 kritisierte Hutter in einem Zeitungsartikel die Aufhebung der Erhaltungssatzung für die Kölner Stegerwaldsiedlung, dem ältesten sogenannten Milieuschutzgebiet der Stadt. Er argumentierte, dass die Stadtverwaltung und das ASW-Tochterunternehmen Dewog, dem der allergrößte Teil der Siedlung gehört, diesen Schritt jahrelang vorbereitet gehabt hätten, indem sie nach jahrelangen energetischen Modernisierungen deutliche Mieterhöhungen durchgeführt, beziehungsweise genehmigt hatten, so dass nun die Argumentation möglich war, das Milieuschutzgebiet biete angesichts der erfolgten Aufwertungen und des Wegfalls der für fünf Jahre geltenden Mieterhöhungsbegrenzungen keinen nennenswerten Schutz mehr.